# Championnats du monde de cyclisme sur piste 1935
Navigation
Leipzig 1934 Zürich 1936
Les Championnats du monde de cyclisme sur piste 1935 ont eu lieu du 10 au 18 août au  Vélodrome du stade du Centenaire, à Heysel (Bruxelles), en Belgique,,.

## Résultats

### Podiums professionnels
| Compétition | Or                       | Argent                   | Bronze                  |
| ----------- | ------------------------ | ------------------------ | ----------------------- |
| Vitesse     | Jef Scherens Belgique    | Albert Richter Allemagne | Louis Gérardin France   |
| Demi-fond   | Charles Lacquehay France | Erich Metze Allemagne    | Georges Ronsse Belgique |

### Podiums amateurs
| Compétition | Or                     | Argent                  | Bronze                     |
| ----------- | ---------------------- | ----------------------- | -------------------------- |
| Vitesse     | Toni Merkens Allemagne | Arie van Vliet Pays-Bas | Jef van de Vijver Pays-Bas |

## Tableau des médailles
| Rang | Nation    | Or | Argent | Bronze | Total |
| ---- | --------- | -- | ------ | ------ | ----- |
| 1    | Allemagne | 1  | 2      | 0      | 3     |
| 2    | Belgique  | 1  | 0      | 1      | 2     |
| -    | France    | 1  | 0      | 1      | 2     |
| 4    | Pays-Bas  | 0  | 1      | 1      | 2     |

## Liste des engagés
Vitesse professionnels,
 Allemagne. — Albert Richter, Mathias Engel, Peter Steffes, Rieger
 Australie. — Eddie Smith, Harold Smith
 Belgique. — Jef Scherens, Jacques Arlet, Frans Huybrechts, Aloïs De Graeve, 
 Danemark. — Willy Falck Hansen, Anker Meyer Andersen
 France. — Louis Gérardin, Lucien Michard, Lucien Faucheux, Roger Beaufrand
 Pays-Bas. — Jacobus van Egmond, Piet van Kempen, Van der Linden, Jan van de Heuvel
 Suisse. — Joseph Dinkelkamp,
Vitesse amateurs
 Allemagne. — Tony Merkens, Heinz Hasselberg, Ernst Ihbe, Klöckner
 Autriche. — Franz Dusika, Alfred Mohr (en), J. Kocourek
 Belgique. — Antoine, Collard, Cop, Dekeyser 
 Danemark. — Olesen, Stieler, Rasmussen, Hans Nielsen
 France. — Louis Chaillot, Pierre Georget, Roland Ulrich, Dolivet 
 Hongrie. — L. Orczan, P. Pelvassy, M. Nemeth.
 Italie . — Benedetto Pola, Rigoni
 Pays-Bas. — Arie van Vliet, Jef van Vijver, Ooms, Bernard Leene
 Suisse. — Werner Wägelin (de), W. Kaufman,
 Royaume-Uni. — Higgins, Horn
 Tchécoslovaquie. — J. Konarek, Haupt
Demi-fond
 Allemagne. — Walter Lohman, Erich Metze, Paul Krewer
 Belgique. — Georges Ronsse, Maurice Seynaeve
 Espagne. — Antonio Prieto.
 France. — Charles Lacquehay, Georges Paillard, Auguste Wambst
 Hongrie. — Istenes
 Italie . —  E. Servergnini, Giovanni Manera.
 Pays-Bas. — Van der Wulf, Blekemolen,
 Royaume-Uni. — Harry Grant
 Suisse. — Henri Suter, Hans Gilgen